# Damlaçimen, Göynücek
Damlaçimen là một thị trấn thuộc huyện Göynücek, tỉnh Amasya, Thổ Nhĩ Kỳ. Dân số thời điểm năm 2010 là 1.27 người.